# 1978年全仏オープン
1978年 全仏オープン（1978ねんぜんふつオープン、Internationaux de France de Roland-Garros 1978 ）は、フランス・パリにある「ローランギャロス・スタジアム」にて、1978年5月29日から6月11日にかけて開催された。

## 大会の流れ
- 男子シングルスは「128名」の選手による7回戦制で、女子シングルスは「64名」の選手による6回戦制で行われた。男女とも「1回戦不戦勝」（抽選表では“Bye”と表示）はない。
- 女子のシード選手は、前年までは8名であったが、この年から16名に拡大された。

## シード選手

### 男子シングルス
1. ビョルン・ボルグ　（優勝、3年ぶり3度目）
2. ギリェルモ・ビラス　（準優勝）
3. ブライアン・ゴットフリート　（3回戦）
4. エディ・ディッブス　（ベスト8）
5. マニュエル・オランテス　（ベスト8）
6. ラウル・ラミレス　（ベスト8）
7. コラド・バラツッティ　（ベスト4）
8. ハロルド・ソロモン　（3回戦）
9. ロスコー・タナー　（4回戦）
10. ディック・ストックトン　（ベスト4）
11. ヴォイチェフ・フィバク　（4回戦）
12. フィル・デント　（1回戦）
13. ティム・ガリクソン　（4回戦）
14. クリストファー・モットラム　（3回戦）
15. ジョン・アレクサンダー　（4回戦）
16. スタン・スミス　（3回戦）

### 女子シングルス
1. ミマ・ヤウソベッツ　（準優勝）
2. バージニア・ルジッチ　（初優勝）
3. レジナ・マルシコワ　（ベスト4）
4. ナンシー・リッチー　（2回戦）
5. キャシー・メイ　（ベスト8）
6. ジャネット・ニューベリー　（1回戦）
7. カーチャ・エビングハウス　（2回戦）
8. ローラ・デュポン　（1回戦）
9. レナータ・トマノワ　（2回戦）
10. フロレンツァ・ミハイ　（1回戦）
11. ジーン・エバート　（2回戦）
12. ミシェル・タイラー　（2回戦）
13. フィオレラ・ボニセジ　（ベスト8）
14. マリアナ・シミオネスク　（3回戦）
15. ピーナツ・ルイ　（2回戦）
16. キャロライン・ストール　（1回戦）

## 大会経過

### 男子シングルス
準々決勝
- ビョルン・ボルグ vs.  ラウル・ラミレス　6-3, 6-3, 6-0
- コラド・バラツッティ vs.  エディ・ディッブス　6-2, 7-6, 6-1
- ディック・ストックトン vs.  マニュエル・オランテス　7-5, 6-1, 6-3
- ギリェルモ・ビラス vs.  ハンス・ギルデマイスター　6-4, 2-6, 6-1, 3-6, 6-3

準決勝
- ビョルン・ボルグ vs.  コラド・バラツッティ　6-0, 6-1, 6-0
- ギリェルモ・ビラス vs.  ディック・ストックトン　6-3, 6-3, 6-2

### 女子シングルス
準々決勝
- ミマ・ヤウソベッツ vs.  キャシー・メイ　6-4, 6-2
- レジナ・マルシコワ vs.  ヘルガ・マシュトフ　6-3, 6-3
- ブリギッテ・シモン vs.  ミロスラヴァ・ベンドロワ　6-3, 6-3
- バージニア・ルジッチ vs.  フィオレラ・ボニセジ　6-7, 6-4, 8-6

準決勝
- ミマ・ヤウソベッツ vs.  レジナ・マルシコワ　6-3, 6-4
- バージニア・ルジッチ vs.  ブリギッテ・シモン　6-3, 6-0

## 決勝戦の結果
- 男子シングルス： ビョルン・ボルグ vs.  ギリェルモ・ビラス　6-1, 6-1, 6-3
- 女子シングルス： バージニア・ルジッチ vs.  ミマ・ヤウソベッツ　6-2, 6-2
- 男子ダブルス： ジーン・マイヤー＆ ハンク・プフィスター vs.  マニュエル・オランテス＆ ホセ・ヒゲラス　6-3, 6-2, 6-2
- 女子ダブルス： バージニア・ルジッチ＆ ミマ・ヤウソベッツ vs.  ゲイル・シェリフ＆ レスリー・ターナー・ボウリー　5-7, 6-4, 8-6
- 混合ダブルス： パベル・スロジル＆ レナータ・トマノワ vs.  パトリス・ドミンゲス＆ バージニア・ルジッチ　7-6 （途中棄権）

## みどころ
- この大会で、バージニア・ルジッチがルーマニアの女子テニス選手として最初の4大大会優勝者になった。ルジッチは女子シングルス・女子ダブルス・混合ダブルスの3部門すべてで決勝に進出し、女子シングルスと女子ダブルスで優勝したが、混合ダブルス決勝は途中棄権している。